# Среднетёплое
Среднетёплое (укр. Середньотепле) — село, относится к Станично-Луганскому району Луганской области Украины.
Население по переписи 2001 года составляло 0 человек. Почтовый индекс — 93633. Телефонный код — 6472. Занимает площадь 0,271 км².

## Местный совет
93632, Луганська обл., Станично-Луганський р-н, с. Ніжньотепле, вул. Ленина, 1  (укр.)